# 厚棱芹属
厚棱芹属（学名：Pachypleurum）是伞形科下的一个属，为多年生草本植物。该属共有约7种，分布于北半球温带、寒温带。